# سیارک ۴۰۲۳۰
سیارک ۴۰۲۳۰ (به انگلیسی: 40230 Rozmberk، نامگذاری:1998TJ6)۴۰۲۳۰مین سیارک کشف شده‌است که در ۱۴ اکتبر ۱۹۹۸ کشف شد.